# Nathalie Santer
Pour les articles homonymes, voir Santer.
Nathalie Santer, née le 28 mars 1972 à San Candido, est une biathlète italienne qui a pris la nationalité belge pour les deux dernières saisons de sa carrière entre 2006 et 2008. Elle a également participé à quelques compétitions de ski de fond.

## Biographie
Santer a pris part à cinq éditions des Jeux olympiques d'hiver en 1992, 1994, 1998, 2002 et 2006 et a obtenu comme meilleur résultat une sixième place lors du sprint des Jeux de Lillehammer en 1994.
Nathalie Santer fait ses débuts internationaux en Coupe du monde en 1990 à Antholz, lieu même où elle se révèle en 1992 sur un sprint avec une cinquième place. Juste après, elle prend part à ses premiers Jeux olympiques à Albertville, où elle est notamment huitième de l'individuel. En 1993, c'est aussi à Antholz qu'elle monte sur son premier podium individuel.
La biathlète connaît deux succès en ouverture de la saison 1993-1994 à Bad Gastein, pour finir deuxième du classement général. Elle compte trois victoires pour quinze podiums au total en Coupe du monde. Aux Championnats du monde 1996, elle se classe quatrième de l'individuel, son meilleur classement dans les grands rendez-vous. Elle revient sur les podiums en 2000, où elle remporte notamment le sprint de Ruhpolding. 
Entre 2006 et 2012, elle a été mariée avec le biathlète norvégien Ole Einar Bjørndalen.
Sa sœur Saskia est aussi biathlète.

## Palmarès

### Jeux olympiques
| Épreuve / Édition                   | Individuel | Sprint | Poursuite                        | Départ en masse                  | Relais |
| Jeux olympiques 1992 Albertville    | 8e         | 16e    | Épreuve inexistante à cette date | Épreuve inexistante à cette date | 13e    |
| Jeux olympiques 1994 Lillehammer    | 25e        | 6e     | Épreuve inexistante à cette date | Épreuve inexistante à cette date | —      |
| Jeux olympiques 1998 Nagano         | 18e        | 10e    | Épreuve inexistante à cette date | Épreuve inexistante à cette date | —      |
| Jeux olympiques 2002 Salt Lake City | Abandon    | 40e    | Non partant                      | Épreuve inexistante à cette date | 11e    |
| Jeux olympiques 2006 Turin          | 52e        | 26e    | 38e                              | —                                | 12e    |

Légende :
- : épreuve inexistante ou non olympique.

### Championnats du monde
| Mondiaux \ Épreuve       | individuel               | Sprint                   | Poursuite                        | Départ en masse                  | Relais                   | Course par équipes               | Relais mixte                     |
| 1995 Antholz-Anterselva  | 34e                      | 7e                       | Épreuve inexistante à cette date | Épreuve inexistante à cette date | 17e                      | —                                | Épreuve inexistante à cette date |
| 1996 Ruhpolding          | 4e                       | 15e                      | Épreuve inexistante à cette date | Épreuve inexistante à cette date | 15e                      | —                                | Épreuve inexistante à cette date |
| 1997 Osrblie             | 19e                      | 18e                      | 29e                              | Épreuve inexistante à cette date | 17e                      | —                                | Épreuve inexistante à cette date |
| 1998 Pokljuka Hochfilzen | JO Nagano                | JO Nagano                | 26e                              | Épreuve inexistante à cette date | JO Nagano                | 8e                               | Épreuve inexistante à cette date |
| 1999 Kontiolahti Oslo    | 54e                      | 29e                      | 39e                              | 8e                               | 4e                       | Épreuve inexistante à cette date | Épreuve inexistante à cette date |
| 2000 Oslo                | 30e                      | 38e                      | 28e                              | Abandon                          | —                        | Épreuve inexistante à cette date | Épreuve inexistante à cette date |
| 2001 Pokljuka            | 8e                       | 22e                      | 21e                              | 20e                              | 8e                       | Épreuve inexistante à cette date | Épreuve inexistante à cette date |
| 2002 Oslo                | JO Salt Lake City        | JO Salt Lake City        | JO Salt Lake City                | 23e                              | JO Salt Lake City        | Épreuve inexistante à cette date | Épreuve inexistante à cette date |
| 2003 Khanty-Mansiïsk     | 30e                      | 46e                      | 35e                              | —                                | 12e                      | Épreuve inexistante à cette date | Épreuve inexistante à cette date |
| 2004 Oberhof             | 28e                      | 10e                      | 53e                              | 27e                              | 12e                      | Épreuve inexistante à cette date | Épreuve inexistante à cette date |
| 2005 Hochfilzen          | 58e                      | 63e                      | —                                | —                                | 13e                      | Épreuve inexistante à cette date | —                                |
| 2006 Pokljuka            | Jeux olympiques de Turin | Jeux olympiques de Turin | Jeux olympiques de Turin         | Jeux olympiques de Turin         | Jeux olympiques de Turin | Épreuve inexistante à cette date | Non partant                      |
| 2007 Antholz-Anterselva  | 81e                      | 57e                      | 50e                              | —                                | —                        | Épreuve inexistante à cette date | 21e                              |
| 2008 Östersund           | 66e                      | 64e                      | —                                | —                                | —                        | Épreuve inexistante à cette date | —                                |

Légende :

 : première place, médaille d'or

 : deuxième place, médaille d'argent

 : troisième place, médaille de bronze

 : épreuve inexistante

— : pas de participation à cette épreuve

### Coupe du monde
- Meilleur classement général : 2e en 1994.
- 15 podiums individuels : 3 victoires, 3 deuxièmes places et 9 troisièmes places.

#### Détail des victoires
| Saison / Épreuve | Individuel  | Sprint      | Poursuite | Mass start | Total |
| 1993-1994        | Bad Gastein | Bad Gastein |           |            | 2     |
| 1999-2000        |             | Ruhpolding  |           |            | 1     |
| Total            | 1           | 2           | 0         | 0          | 3     |

#### Classements annuels
| Année | Classement général final |
| 1992  | 32e                      |
| 1993  | 4e                       |
| 1994  | 2e                       |
| 1995  | 16e                      |
| 1996  | 6e                       |
| 1997  | 25e                      |
| 1998  | 19e                      |
| 1999  | 40e                      |
| 2000  | 12e                      |
| 2001  | 15e                      |
| 2002  | 29e                      |
| 2003  | 52e                      |
| 2004  | 50e                      |
| 2005  | 78e                      |
| 2006  | 78e                      |
| 2007  | 58e                      |